# Trichopsomyia recedens
Trichopsomyia recedens är en tvåvingeart som först beskrevs av Walker 1852.  Trichopsomyia recedens ingår i släktet gallblomflugor, och familjen blomflugor. Inga underarter finns listade i Catalogue of Life.